# سلطان راشد
سلطان راشد، من مواليد 1 يناير 1976، لاعب كرة قدم إماراتي.
و هو يلعب مع نادي العين.
و هو يلعب مع منتخب الإمارات لكرة القدم.
بداية سلطان راشد
بدأ سلطان راشد مثل أي لاعب في الشارع مع زملائه ثم في مدرسة العين العسكرية وشاهده مصطفى القاضي المدرب في النادي وضمه إلى مدرسة الكرة عام 1988 وكان عمره وقتها 10 سنوات ثم انتقل إلى فريق تحت 13 سنة عام 1990 ثم إلى فريق تحت 15 سنة عام 1992 ثم إلى فريق تحت 17 سنة عام 1993 . وعندما كان في فريق الشباب ويلعب مع منتخب الشباب عام 1994 كان يدرب العين في ذلك الوقت البرازيلي اميرالدو فضمه إلى الفريق الأول وظل على مقعد البدلاء طوال الموسم ولم يشارك سوى في نهاية الموسم كبديل في اخر مباراتين امام النصر والشارقة ونصحه اميرالدو بعدم التسرع والصبر واكد له ان الفرصة ستاتي وتنبا له بان يكون لاعبا اساسيا.
وفي أول مباراة في بطولة السوبر كان خارج التشكيل وقبل ساعات من المباراة اصيب أحد اللاعبين وفي الاجتماع اخبره الكابتن شاكر بأنه سيلعب من البداية وهكذا وضعته الظروف في اختبار مفاجئ وكانت امام فريق الشارقة في القطارة وانتهت بالتعادل بدون اهداف وكانت ثقة كبيرة من المدرب ان يشركه في مباراة قوية امام فريق كبير يضم أفضل النجوم في ذلك الوقت.
تأثر سلطان باللاعب احمد عبد الله فهو يمثل له الكثير حيث كان لاعبا كبيرا وهو المعلم والمربي ويشاهد سلطان مبارياته حتى الآن ويستفيد منها ويقتدي به في حبه للكرة والالتزام وحبه للناس وحب الناس له.
تأثر سلطان بالكثير من المدربين فكل مدرب يترك بصمة في اللاعب لكن هناك مدربين لهم تأثير واضح في مشواره الرياضي منهم (شاكر عبد الفتاح) الذي كان له دور في تكوين سلطان راشد كلاعب وأول من منحه الثقة عندما اشركه اساسيا في الفريق و (اميرالدو) الذي اختاره للانضمام إلى الفريق الأول وهناك المدرب الأرجنتيني (ماركوس) الذي توقع له الوصول إلى المنتخب وثم الكرواتي (ايفيتش) الذي اختاره للمنتخب الوطني بالإضافة إلى البوسني جمال حاجي والفرنسي برونو ميتسو مدرب العين السابق وهما من أفضل المدربين الذين تولوا قيادة الفريق.
تأثرت دراسة سلطان بالكرة وكاد يترك الكرة بسبب الدراسة عندما كان في فريق الناشئين ودراسته في ابوظبي وابتعد عن الكرة فترة طويلة (سنتين تقريبا) وكان في طريقه للابتعاد نهائيا عن ممارسة الكرة لولا تدخل سمو الشيخ عبد الله بن زايد ال نهيان وزير الاعلام والثقافة الذي اوصى بنقل سلطان ليدرس في العين وحل المشكلة وعاد سلطان مرة أخرى إلى الكرة ونادي العين، وكان السيد سلطان خلفان الكتبي صاحب دور كبير في انتقال سلطان راشد للعين ويعتبر سلطان راشد من أحد أفضل وأبرز اللاعبين في تاريخ نادي العين
إنجازاته

## كأس الخليج 2003
و قد سجل هدف في مرمى منتخب الكويت لكرة القدم.
واحرز العديد من البطولات والكوؤس مع نادي العين
واحرز بطولة دوري ابطال آسيا 2003
وهو من ابرز لاعبين الارتكاز في دولة الإمارات
ومن انجازاته الشخصية الحصول على أفضل لاعب موسم 2003
● حقق سلطان راشد مع العين (9) بطولات وهي:
- بطولة الدوري العام مواسم 97/98 و 99/2000 و 2001/2002 و 2002/2003 و 2003/2004
- كأس رئيس الدولة موسمي 98/99 و2000/2001 و2004/2005
- كأس الاندية الخليجية 18 للاندية ابطال الدوري بالعين من 3-14 يناير 2001
- بطولة كأس السوبر موسم 94/95 وموسم 2002/2003
- بطولة دوري أبطال آسيا 2003 م ● حقق سلطان مع فريق العين المركز الثالث في البطولة الاسيوية في النهائيات من 28/30 أبريل 1999
● حقق سلطان مع فريق العين المركز الثالث في البطولة الاسيوية في النهائيات من 28/30 أبريل 1999
● تم اختياره ضمن 4 لاعبين عرب في منتخب اسيا لكرة القدم الذي يتم اختياره من خلال بطولات الاتحاد الاسيوي على مستوى المنتخبات والاندية
● حقق لقب أفضل لاعب في الإمارات في الاستفتاء الذي اجرته مجلة السوبر عن بطولة الدوري العام موسم 2001/2002
● تم تكريمه من الشيخ سلطان بن حمدان بن زايد ال نهيان بعد اختياره أفضل لاعب عن الدوري العام موسم 2001/2002
● أول هدف سجله سلطان راشد مع نادي العين في مباراة العين مع الشعب في كاس رئيس الدولة موسم 94 وانتهت بفوز العين 2/0
● لعب اولى مبارياته مع نادي العين امام النصر وانتهت بالتعادل 1/1
● أول مباراة مع المنتخب الوطني كانت عام 1995 امام منتخب بلغاريا وانتهت المباراة لصالح بلغاريا 4/1